# Алије (Ду)
Алије (фр. Alliés) насеље је и општина у источној Француској у региону Франш-Конте, у департману Ду која припада префектури Понтарлије.
По подацима из 2011. године у општини је живело 123 становника, а густина насељености је износила 23,3 становника/km². Општина се простире на површини од 5,28 km². Налази се на средњој надморској висини од 950 метара (максималној 1.171 m, а минималној 943 m).

## Демографија
| 1962. | 1968. | 1975. | 1982. | 1990. | 1999. | 2011. |
| ----- | ----- | ----- | ----- | ----- | ----- | ----- |
| 39    | 61    | 67    | 63    | 56    | 103   | 123   |

График промене броја становника у току последњих година